# Alessandro Bergonzoni
Alessandro Bergonzoni (Bologna, 21 luglio 1958) è un comico, cabarettista, drammaturgo, scrittore, umorista, attore, artista visivo e paroliere italiano.

## Biografia

### Gli inizi
Dopo aver frequentato l'Accademia Antoniana e dopo essersi laureato in Giurisprudenza, comincia la sua collaborazione artistica con Claudio Calabrò. Già dai suoi primi lavori teatrali, Bergonzoni sviluppa i temi comici che lo caratterizzeranno nella sua figura di artista: l'assurdo comico, il rifiuto del reale come riferimento artistico e la capacità di giocare col linguaggio per creare situazioni surreali paradossali. Il suo debutto avviene a soli 24 anni con lo spettacolo teatrale Scemeggiata (1982). Nel 1985 è lanciato in tv dal Maurizio Costanzo Show. Nel 1986 partecipa al programma televisivo, trasmesso da Rai Uno e condotto da Loretta Goggi, Il bello della diretta.

### Opere principali e riconoscimenti
È solo dal 1987 però che Bergonzoni ottiene i primi riconoscimenti, sia da parte della critica, con la menzione speciale del premio I.D.I. 1988 per lo spettacolo Non è morto né Flic né Floc, che da parte del grande pubblico. Nel 1985 viene scoperto "televisivamente" da Maurizio Costanzo, e tra il 1988 e il 1989 aumenta le sue partecipazioni ai programmi radio-televisivi, tra cui Buona Domenica, Maurizio Costanzo Show e Babele. Sempre nello stesso periodo inizia una serie di incontri con studenti universitari e liceali sui temi della comicità, incontri che durano a tutt'oggi. Collabora con l'edizione dell'Emilia-Romagna de La Repubblica curando una rubrica settimanale dal titolo il s'abato di Alessandro Bergonzoni.
Nel 1989 vince con Le balene restino sedute la Palma D'Oro di Bordighera come miglior libro comico dell'anno. Da questo libro prende vita l'omonimo spettacolo teatrale che porterà in tournée per oltre due anni. Nel 1991 inizia la sua collaborazione con Radio2 per la quale realizzerà oltre 140 episodi di tre serie di trasmissioni quotidiane di tre minuti ciascuna: Zitta che si sente tutto, Il vento ha un bel nasino e Missione sguazzino.
Nel 1992 collabora con il Corriere della Sera e le riviste Max e Comix. Ha collaborato anche con le riviste letterarie Panta, Il racconto e Storie.

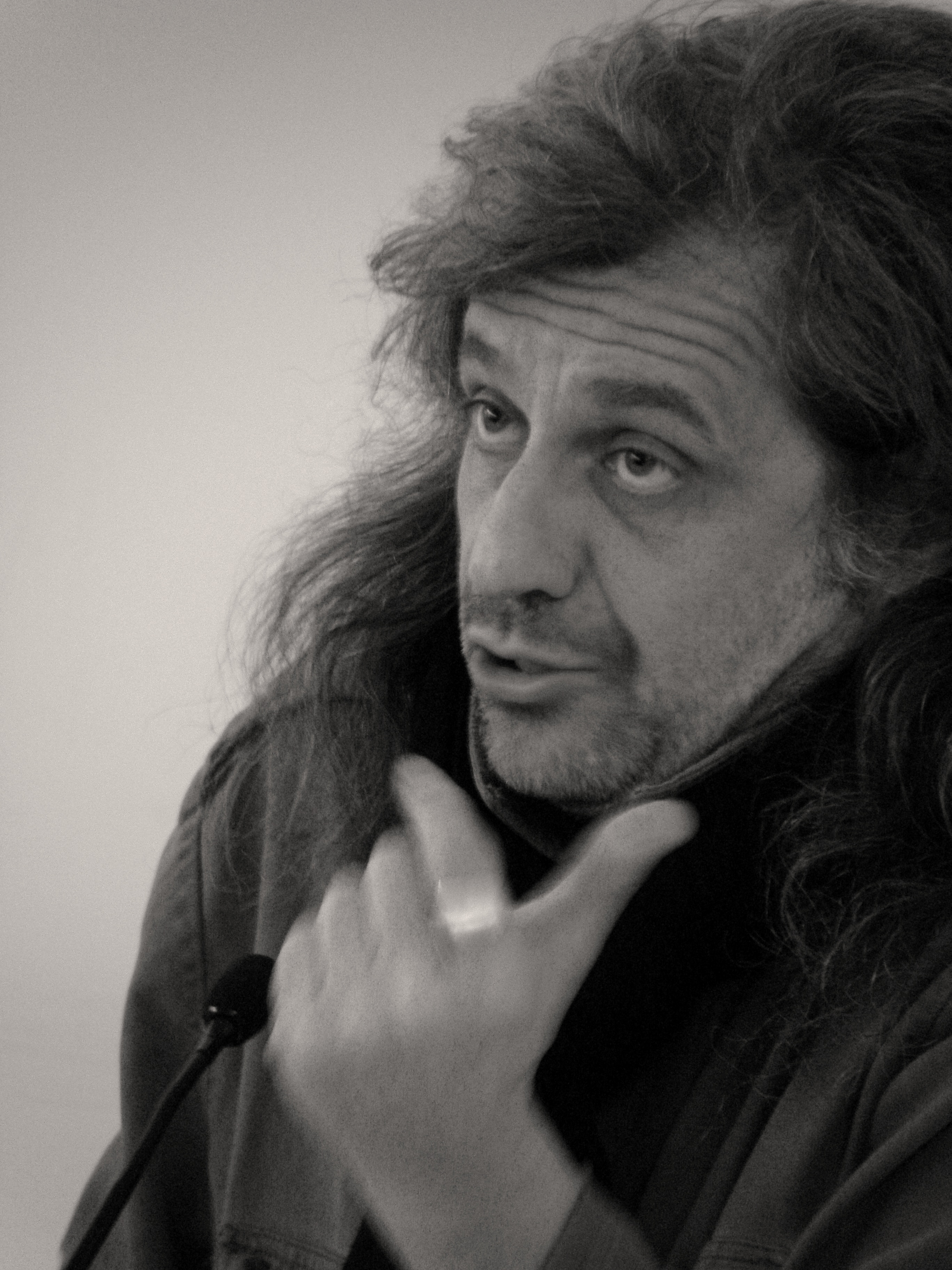
Alessandro Bergonzoni alla presentazione di Urge, Milano, 2011

Avvia inoltre una collaborazione con il gruppo musicale Stadio che lo vedrà coinvolto nel 1991 come autore del "concept" presente nei credits dell'album Siamo tutti elefanti inventati (anche il titolo è opera di Bergonzoni).
L'anno successivo continua la collaborazione col gruppo scrivendo il brano L'appostamento per l'album Stabiliamo un contatto. Prosegue negli anni la collaborazione con gli Stadio, per i quali è ormai ideatore di fiducia dei titoli per i loro album: Di volpi, di vizi e di virtù, Il canto delle pellicole, Dammi 5 minuti e Donne & colori. Nel 1995 vince il premio Saint Vincent e il premio Gradara Ludens. Nel 1998 viene invitato dall'Istituto di Cultura italiana a Parigi per presentare una sintesi delle sue opere teatrali, questo gli fa prendere la decisione di tradurre la sua opera teatrale Zius in francese. L'anno successivo pubblica il libro Opplero. Storia di un salto.
Nel 2000 intensifica le sue partecipazioni a Radio Rai e comincia una collaborazione con la Casa dei Risvegli - Luca de Nigris di cui diviene testimonial. Nel 2001 scrive il testo della canzone Bomba Boomerang cantata da Piero Pelù. Tra altre collaborazioni e vari altri lavori (Coma reading nel 2001, Carta bianca nel 2002 e tre anni di repliche di Madornale 33), nel 2003 scrive la sceneggiatura del suo primo lungometraggio. Nel 2004 torna in teatro con Predisporsi al micidiale, che gli porterà il premio dell'Associazione nazionale dei critici di teatro.
È intervenuto l'8 settembre 2007 al V-Day, organizzato da Beppe Grillo in Piazza Maggiore a Bologna. Alcuni dei suoi spettacoli vengono trasmessi sulla piattaforma Sky sul canale Jimmy, nel Jimmy Live Show. Nel 2008 vince il Premio Hystrio – Teatro Festival Mantova. Nel 2009 vince il premio Ubu come miglior attore per Nel.
Nel maggio 2009 è stato invitato a parlare alla Oxford University Italian Society. Nel 2008 e nel 2009, tiene lezioni magistrali al Festival della Filosofia di Modena-Carpi-Sassuolo. Il 16 maggio 2015 prende parte a una manifestazione a Bologna in favore della popolazione romani.
Nel 2007 debutta con lo spettacolo teatrale Nel. Da ottobre del 2010 per quattro anni si esibisce nella tournée teatrale dello spettacolo Urge. Da aprile 2014 debutta il nuovo spettacolo Nessi. Nel 2018 interpreta Trascendi e sali, andato in scena fino al 2021.
Nel 2022 è stato insignito del Premio Nazionale Cultura della Pace.

## Spettacoli teatrali
- Scemeggiata (1982)
- Chi cabaret fa per tre (1983)
- La regina del Nautilus (1984)
- La saliera e l'ape Piera (1985)

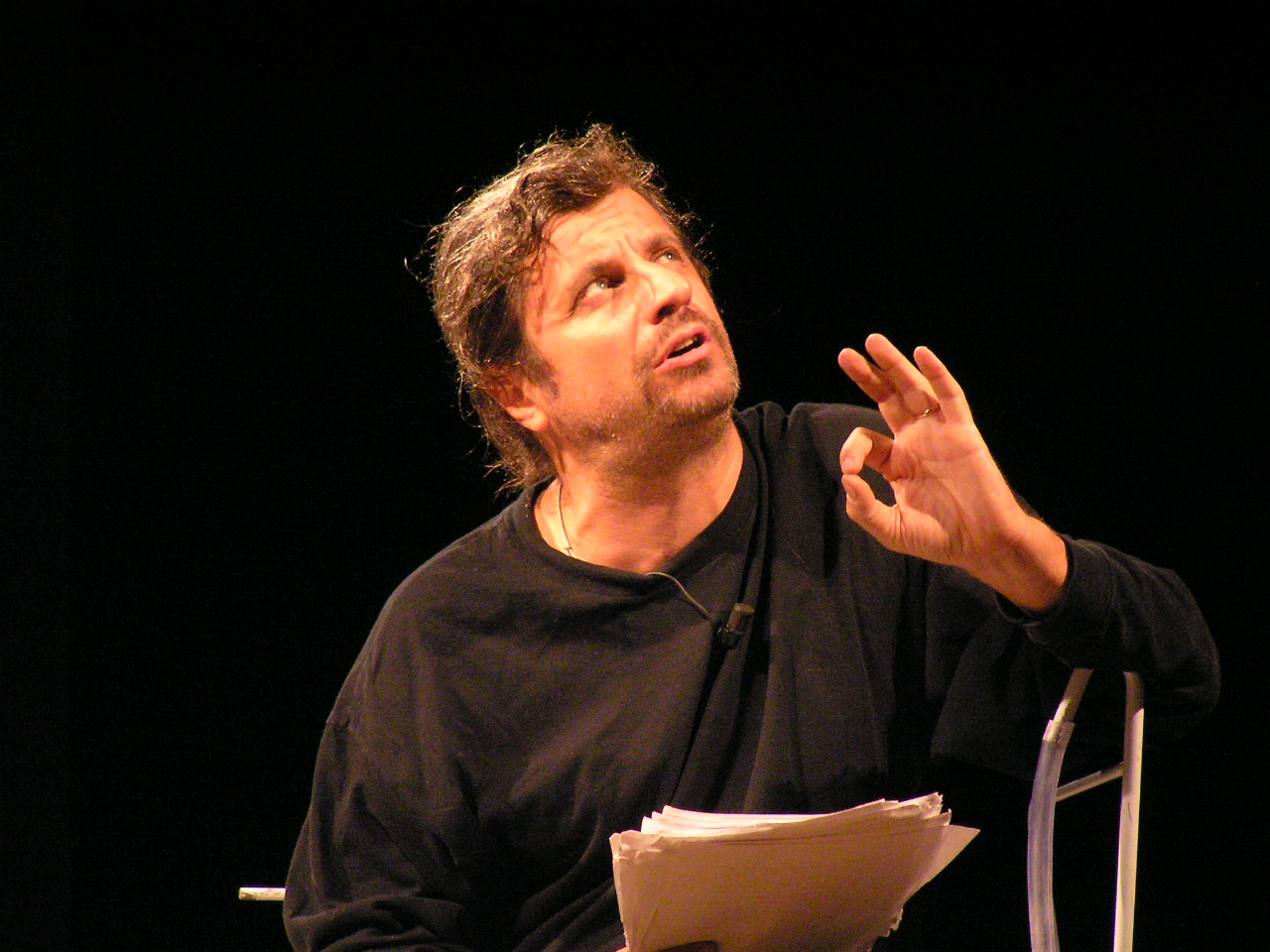
Alessandro Bergonzoni durante uno spettacolo nel 2004

- Non è morto né Flic né Floc (1987)
- Le balene restino sedute (1989)
- Anghingò (1992)
- La cucina del frattempo (1994)
- Zius (1997)
- Madornale 33 (1999)
- Predisporsi al micidiale (2004); vincitore del Premio dell'Associazione Nazionale dei Critici di Teatro
- Nel (2007); vincitore del Premio UBU come miglior attore
- Urge (2010)
- Nessi (2014)
- Trascendi e sali (2018)
- Arrivano i dunque (2025)

## Libri
- Le balene restino sedute, Milano, A. Mondadori, 1989. ISBN 88-04-32952-1 vincitore nel 1990 della Palma D'Oro di Bordighera come miglior libro comico dell'anno.
- Quasiquanti. Articoli determinativi e non. Un perfect present, Bologna, Capriccio, 1990. ISBN 88-7055-124-5.
- È già mercoledì e io no, Milano, A. Mondadori, 1992. ISBN 88-04-35681-2.
- Motivi di soddisfazione accampati nel deserto, Milano, Lupetti, 1992. ISBN 88-85838-87-1.
- Dueruote. Guida d'uso e fantasia secondo il nuovo codice della strada, con altri, Roma, Stampa alternativa, 1993. ISBN 88-7226-121-X.
- La notte, con altri, Milano, Bompiani, 1993. ISBN 88-452-2079-6.
- Il grande Fermo e i suoi piccoli andirivieni, Milano, Garzanti, 1995. ISBN 88-11-62011-2.
- Silences. Teatro di Alessandro Bergonzoni, Milano, Ubulibri, 1997. ISBN 88-7748-197-8.
- Indovina. Racconto a misura d'uomo, 9 fermate, Milano, Subway letteratura, 1998.
- Opplero. Storia di un salto, Milano, Garzanti, 1999. ISBN 88-11-62034-1.
- Scrivere e viaggiare. Racconti, con altri, Roma, Full color sound, 2004.
- Non ardo dal desiderio di diventare uomo finché posso essere anche donna bambino animale o cosa, Milano, Bompiani, 2005. ISBN 88-452-3491-6.
- C'era una volta un re... ma morì. Fiabe che finiscono abbastanza bene, con altri, Torino, Einaudi, 2006. ISBN 88-06-18523-3.
- La vita in gioco. Eluana e noi, con altri, Milano, Ares, 2009. ISBN 978-88-8155-466-9.
- Bastasse grondare, Milano, Libri Scheiwiller, 2009. ISBN 978-88-7644-614-6.
- Nel, Milano, Garzanti, 2011. ISBN 978-88-11-67039-1.
- L'amorte, Milano, Garzanti, 2013.
- Aprimi cielo. Dieci anni di raccoglimento, articolato, Milano, Garzanti, 2020. ISBN 978-88-11-81330-9.

## Cortometraggi
- Piccola Mattanza (1996)

## Film
- Pinocchio di Roberto Benigni (2002) - nel ruolo di Direttore del Circo
- Quijote di Mimmo Paladino (2006) - nel ruolo di Mago Festone

## Trasmissioni radiofoniche e televisive
- Zitta, che si sente tutto - Radio2 Rai (1991)
- Il vento ha un bel nasino - Radio2 Rai (1992) vincitore nel 1992 del premio della critica radio/televisiva come migliore trasmissione comica dell'anno
- Missione sguazzino - Radio2 Rai (1993)
- Carta Bianca - Tele+Bianco (2002)

## Nei fumetti
Il personaggio del Mago delle Parole, apparso nel numero 2936 di Topolino, è ispirato a Bergonzoni.

## Premi e riconoscimenti
- Premio Ubu
  - 2007/2008: Migliore attore per Nel